# Haukur Clausen
Haukur Clausen (* 8. November 1928 in Reykjavík; † 1. Mai 2003 ebenda) war ein isländischer Leichtathlet, der bei den Leichtathletik-Europameisterschaften 1950 den fünften Platz im 100-Meter-Lauf belegte.
Bei den Olympischen Spielen 1948 in London schied Haukur Clausen im 100-Meter-Lauf im Viertelfinale aus, im 200-Meter-Lauf und mit der isländischen 4-mal-100-Meter-Staffel überstand er den Vorlauf nicht.
Zwei Jahre später bei den Europameisterschaften 1950 in Brüssel kämpfte sich Haukur Clausen über 100 Meter bis ins Finale durch und belegte dort in 10,8 Sekunden den fünften Platz, die vier vor ihm platzierten Läufer wurden in 10,7 Sekunden gestoppt. Mit der Sprintstaffel belegte Haukur Clausen im Vorlauf in isländischem Landesrekord von 41,7 Sekunden den zweiten Platz hinter der Staffel aus der Sowjetunion, aber vor der Staffel aus dem Vereinigten Königreich. Im Finale hätte die Wiederholung dieser Zeit zu Silber hinter der sowjetischen Staffel gereicht, die Staffel verpasste in 41,9 Sekunden knapp ihren Landesrekord und belegte den fünften Platz.
Bei einer Körpergröße von 1,82 Meter betrug sein Wettkampfgewicht 75 Kilogramm. Haukur Clausens Zwillingsbruder Örn Clausen war ebenfalls Leichtathlet.

## Bestzeiten
- 100 Meter: 10,6 Sekunden (1948)
- 200 Meter: 21,6 Sekunden (1948)